# حامول ترمسي الشكل
حامول ترمسي الشكل (الاسم العلمي:Cuscuta lupuliformis) هو نوع من النباتات يتبع جنس الحامول من الفصيلة المحمودية.